# 豐洲站
豐洲站（日语：／ Toyosu eki */?）是位於日本東京都江東區豐洲，屬於東京地下鐵、百合鷗的鐵路車站。
此站有東京地下鐵的有樂町線與百合鷗的東京臨海新交通臨海線（路線愛稱就是「百合鷗」）停靠，是轉乘站。兩間公司都有制定車站編號，有樂町線是「Y 22」、百合鷗是「U 16」。

## 歷史
- 1988年（昭和63年）6月8日：帝都高速度交通營團（營團地下鐵）有樂町線車站啟用。
- 2004年（平成16年）4月1日：營團地下鐵民營化，成為東京地下鐵所屬之車站。
- 2006年（平成18年）3月27日：百合鷗號延伸至本站，成為轉乘站。
- 2008年（平成20年）5月3日：東京地下鐵有樂町線新木場站經東京地下鐵千代田線至小田急小田原線本厚木站的臨時特急列車「Bay Resort」開始運行。本站為停靠站。
- 2011年（平成23年）9月24日：Bay Resort結束營運。
- 2013年（平成25年）
  - 3月16日：有樂町線豐洲站整備折返線。
  - 10月26日：有樂町線1、4號月台啟用月台門與發車音樂。[1]
  - 12月28日：有樂町線2・3號月台啟用月台門與發車音樂。
- 2017年（平成29年）3月25日：收費座席指定列車「S-TRAIN」開始運行，平日班次停靠本站。
- 2020年（令和2年）9月3日: 有樂町線4號月台變更發車音樂。

## 車站構造

### 東京地下鐵
本站為島式月台2面4線構造的地下車站。閘機層（地下1樓）與月台層（地下3樓）之間夾有大堂層（地下2樓。商店均位於此層）。閘機層設有售賣定期券的位置。
原先計畫在本站新木場側建設支線往住吉、押上方向，但由於遲未動工，內側線路也尚未鋪設軌道，作為支線的內側2線月台先行架設柵欄。
2006年百合鷗號通車，本站開始進行地下通道新設工程與出入口增設工程。
百合鷗號通車後，使用人數不斷上升，東京地下鐵為了舒緩人潮，開始進行剪票口、階梯、電扶梯等增設與改良工程。原作為支線的內側兩線也撤除柵欄、架設臨時地板連通兩側，後於2012年9月12日關閉。
之後，內側線路鋪設軌道，2013年3月1日起原2號線改稱為4號線，新設下車專用月台（新2號線）與3號線。
2013年3月16日改點起，設定平日早晨本站終停班次兩班，2號線與3號線則作為拖上線。另外，2、3號線往新木場方向未連接。
月島側的拖上線在改良工程增為2條並且連通2、3號線，可進行車輛留置與折返。
1號線的列車資訊顯示器僅顯示先行列車資訊。
轉乘百合鷗號時，可利用豐洲CIEL TOWER下層的CIEL CORT的直通出入口。
2013年（平成25年）10月26日起，1、4號線啟用月台門與發車音樂。2、3號線也在同年12月28日啟用。4號線前兩輛位置曾裝設透明型可動式月台門進行實驗，並在月台門嵌上夏普製造的透視型液晶顯示器。該實驗從2015年9月19日起進行半年，是日本首次進行該透視型液晶顯示器的實證試驗。
收費座席指定列車「S-TRAIN」在平日行駛於有樂町線，並以本站為起訖站。另外，該列車不開放在東京地下鐵線內下車。

#### 月台配置
| 月台 | 路線     | 目的地                           |
| ---- | -------- | -------------------------------- |
| 1    | 有樂町線 | 新木場方向                       |
| 2、3 | 有樂町線 | 停用                             |
| 4    | 有樂町線 | 池袋、和光市、森林公園、飯能方向 |

（來源：東京地下鐵:構內圖（页面存档备份，存于））

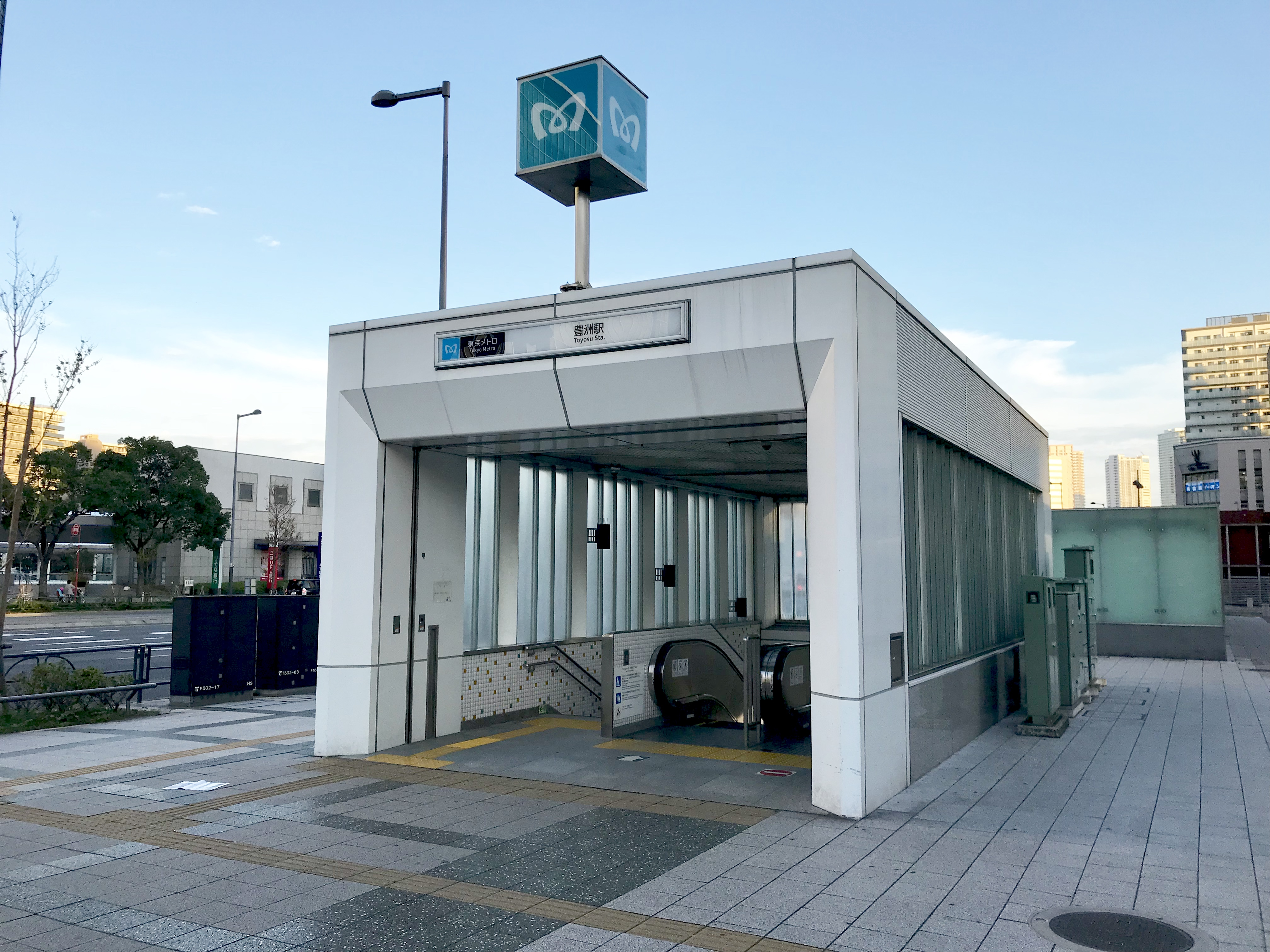
Lalaport豐洲方向2號出入口（2018年10月24日攝）
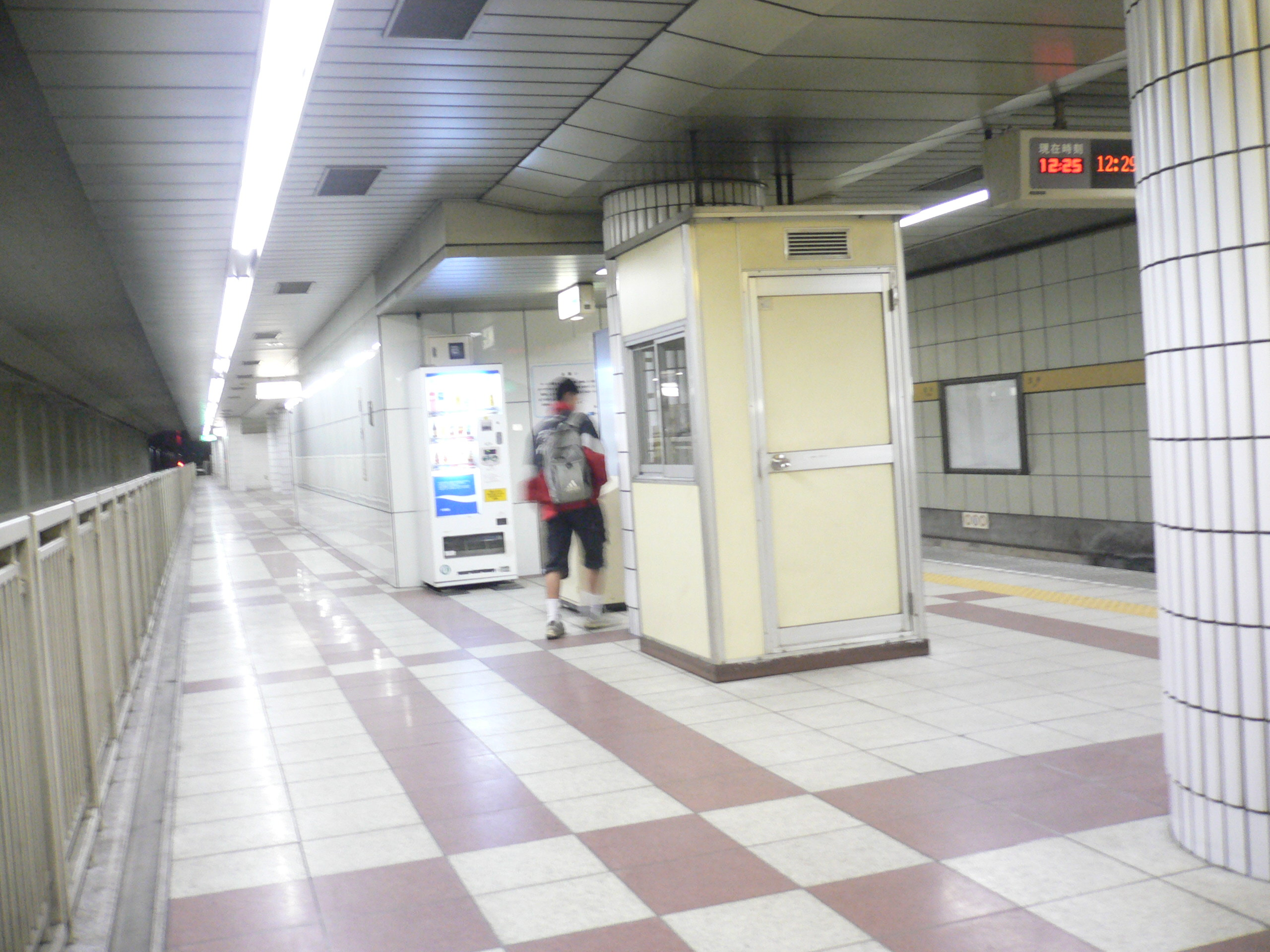
改良工程前的月台層中央部分。內側設有柵欄（2005年6月）
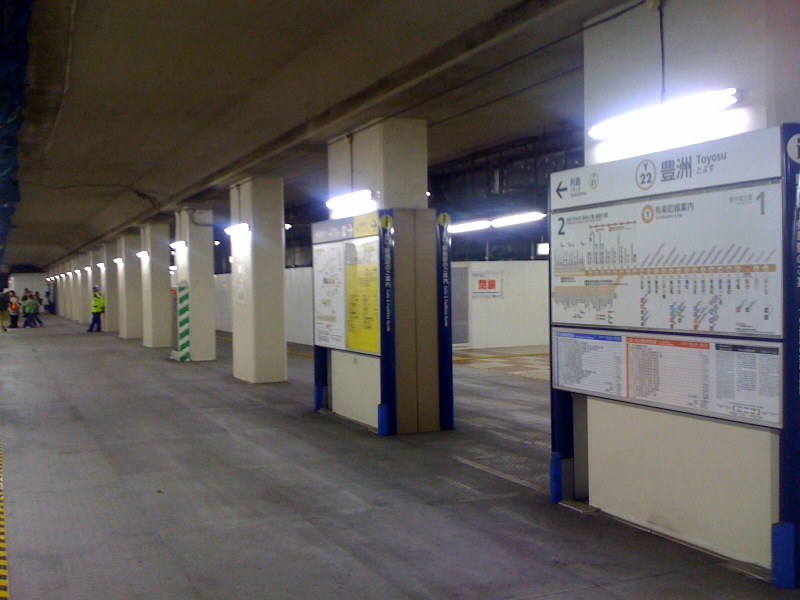
在月台層內側線路上鋪設人工地板連通兩月台（2010年4月）

#### 發車音樂
以下由株式會社Switch製作。
| 1號線 | たんとんとん                                                                          |
| 2號線 | （下車專用無音樂）                                                                    |
| 3號線 | フラワートレイン - 一開始未使用，2017年3月27日起由「S-TRAIN」始發列車使用。           |
| 4號線 | きらめくホーム - 以前由和光市站使用，2020年9月3日起開始使用（風はみどりの）發車音樂。 |

### 百合鷗
島式月台1面2線的高架車站。閘機層位於道路上方，在此之上為月台。
2006年3月27日從有明站延伸通車，為新的終點站。未來計畫往勝鬨向延伸。因此，軌道前端已往晴海通方向轉彎。
本站的定期券售票場是從有明站遷移而來。另外，本站也是站員配置站。

#### 月台配置
| 月台 | 路線   | 目的地                           |
| ---- | ------ | -------------------------------- |
| 1、2 | 臨海線 | 東京國際展覽中心、台場、新橋方向 |

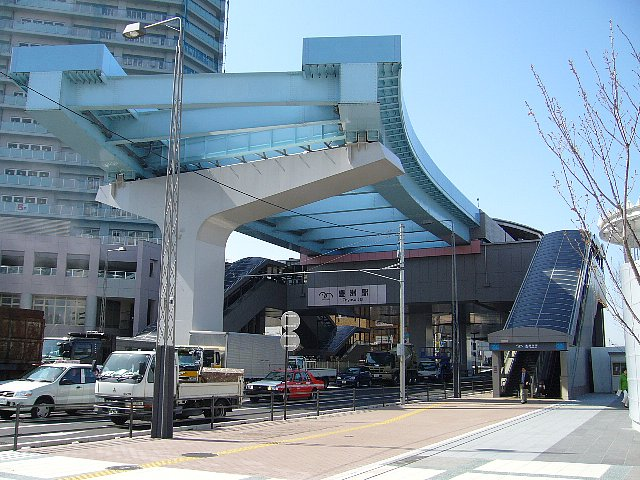
可見軌道末端已預先轉彎。（2006年）
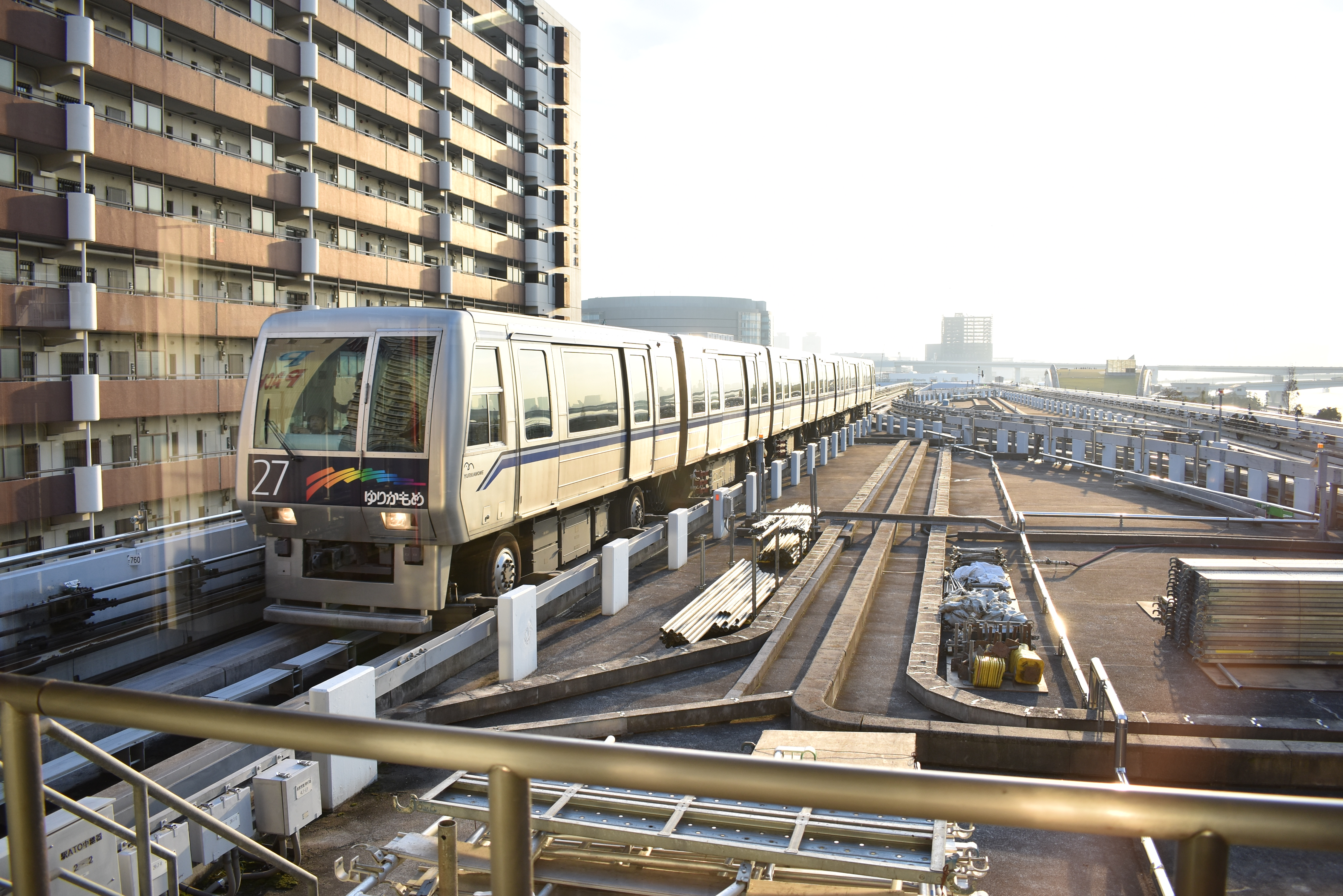
入線的「百合鷗」（2018年11月21日攝）
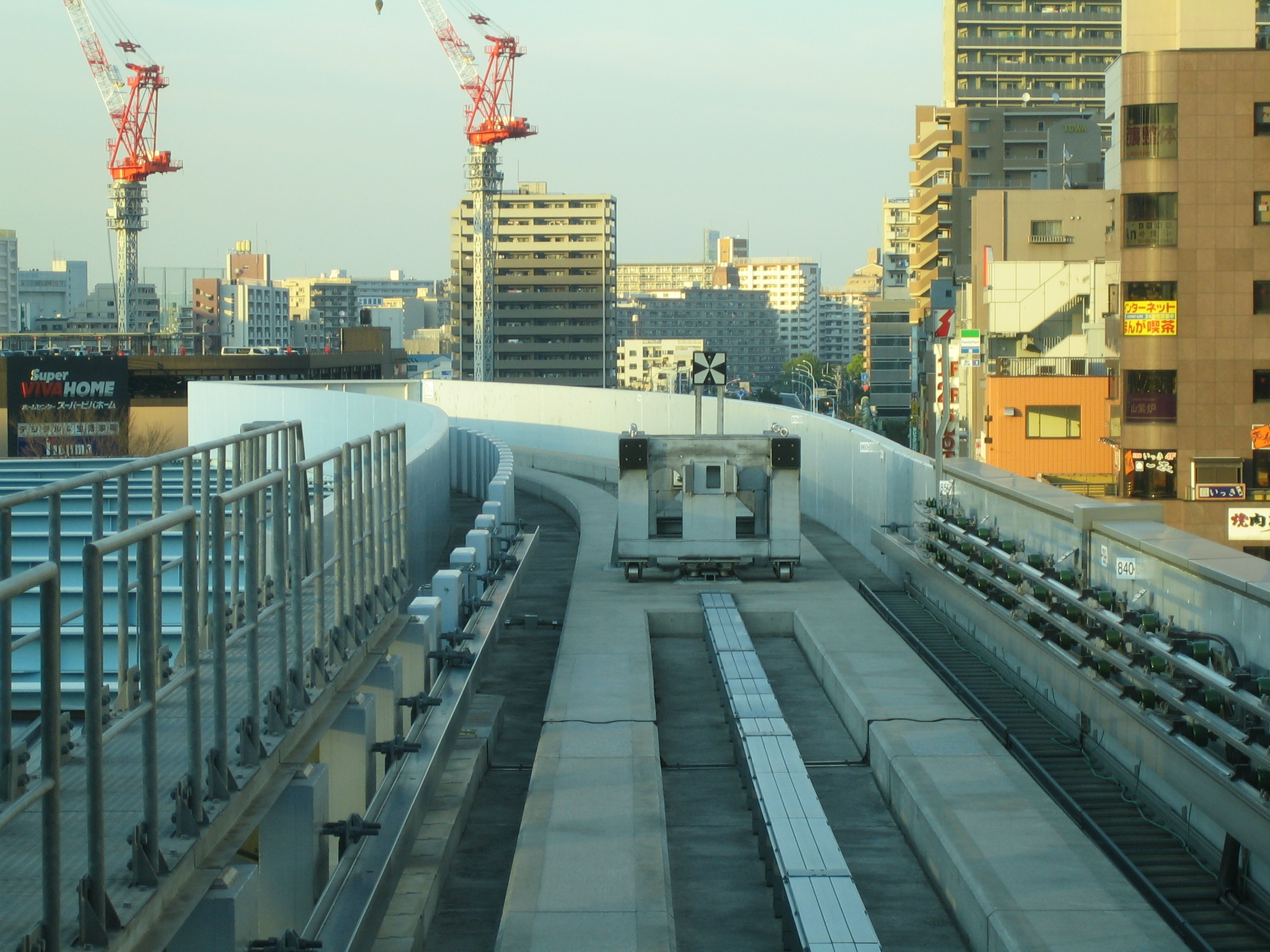
豐洲站內軌道末端的止衝擋

## 利用狀況
- 東京地下鐵 - 2017年度1日平均上下車人次為214,032人[使用人數 1]。
在東京地下鐵車站中次於上野站位居第9位。
  - 2000年代以前，1日平均上下車人次僅在5萬人左右。但在百合鷗號車站通車後運量大幅上升，2007年度突破11萬人，2011年度達15萬人，2015年度突破20萬人。是有樂町線未與其他東京地下鐵線接續的最高運量車站。
- 百合鷗號 - 2016年度1日平均上下車人次為22,277人。
該公司車站中次於台場站名列第3位。

### 各年度1日平均上下車人次
近年1日平均上下車人次變化如下表。
| 年度               | 營團 / 東京地下鐵  | 營團 / 東京地下鐵 | 百合鷗號           | 百合鷗號 |
| 年度               | 1日平均 上下車人次 | 增長率            | 1日平均 上下車人次 | 增長率   |
| ------------------ | ------------------ | ----------------- | ------------------ | -------- |
| 2000年（平成12年） | 52,363             |                   | 未開業             | 未開業   |
| 2001年（平成13年） | 53,712             | 2.6%              | 未開業             | 未開業   |
| 2002年（平成14年） | 51,161             | −4.7%             | 未開業             | 未開業   |
| 2003年（平成15年） | 50,588             | −1.1%             | 未開業             | 未開業   |
| 2004年（平成16年） | 51,190             | 1.2%              | 未開業             | 未開業   |
| 2005年（平成17年） | 58,197             | 13.7%             | 7,600              |          |
| 2006年（平成18年） | 84,470             | 45.1%             | 9,494              | 25.0%    |
| 2007年（平成19年） | 110,635            | 31.0%             |                    |          |
| 2008年（平成20年） | 122,789            | 11.0%             |                    |          |
| 2009年（平成21年） | 131,069            | 6.7%              |                    |          |
| 2010年（平成22年） | 138,876            | 6.0%              | 15,904             |          |
| 2011年（平成23年） | 154,214            | 10.4%             | 15,891             | −0.1%    |
| 2012年（平成24年） | 160,196            | 3.9%              | 17,729             | 11.6%    |
| 2013年（平成25年） | 175,147            | 9.3%              | 18,647             | 5.2%     |
| 2014年（平成26年） | 182,294            | 4.1%              | 20,175             | 8.2%     |
| 2015年（平成27年） | 200,533            | 10.0%             | 23,844             | 18.2%    |
| 2016年（平成28年） | 208,012            | 3.7%              | 22,277             | −6.6%    |
| 2017年（平成29年） | 214,032            | 2.9%              |                    |          |

### 各年度1日平均上車人次（1988年－2000年）
近年1日平均上車人次變化如下表。
| 年度               | 營團   | 來源              |
| ------------------ | ------ | ----------------- |
| 1988年（昭和63年） | 12,488 | [ 東京都統計 1 ]  |
| 1989年（平成元年） | 16,926 | [ 東京都統計 2 ]  |
| 1990年（平成02年） | 19,110 | [ 東京都統計 3 ]  |
| 1991年（平成03年） | 20,587 | [ 東京都統計 4 ]  |
| 1992年（平成04年） | 24,901 | [ 東京都統計 5 ]  |
| 1993年（平成05年） | 28,274 | [ 東京都統計 6 ]  |
| 1994年（平成06年） | 27,449 | [ 東京都統計 7 ]  |
| 1995年（平成07年） | 28,279 | [ 東京都統計 8 ]  |
| 1996年（平成08年） | 26,981 | [ 東京都統計 9 ]  |
| 1997年（平成09年） | 25,945 | [ 東京都統計 10 ] |
| 1998年（平成10年） | 26,562 | [ 東京都統計 11 ] |
| 1999年（平成11年） | 26,044 | [ 東京都統計 12 ] |
| 2000年（平成12年） | 26,395 | [ 東京都統計 13 ] |

### 各年度1日平均上車人次（2001年以後）
| 年度               | 營團 / 東京地下鐵 | 百合鷗號 | 來源              |
| ------------------ | ----------------- | -------- | ----------------- |
| 2001年（平成13年） | 26,704            | 未開業   | [ 東京都統計 14 ] |
| 2002年（平成14年） | 25,589            | 未開業   | [ 東京都統計 15 ] |
| 2003年（平成15年） | 25,243            | 未開業   | [ 東京都統計 16 ] |
| 2004年（平成16年） | 25,910            | 未開業   | [ 東京都統計 17 ] |
| 2005年（平成17年） | 29,318            | 3,600    | [ 東京都統計 18 ] |
| 2006年（平成18年） | 43,784            | 5,221    | [ 東京都統計 19 ] |
| 2007年（平成19年） | 54,918            | 7,161    | [ 東京都統計 20 ] |
| 2008年（平成20年） | 61,129            | 7,556    | [ 東京都統計 21 ] |
| 2009年（平成21年） | 65,175            | 8,180    | [ 東京都統計 22 ] |
| 2010年（平成22年） | 69,460            | 8,197    | [ 東京都統計 23 ] |
| 2011年（平成23年） | 77,306            | 8,186    | [ 東京都統計 24 ] |
| 2012年（平成24年） | 79,822            | 9,098    | [ 東京都統計 25 ] |
| 2013年（平成25年） | 87,471            | 9,636    | [ 東京都統計 26 ] |
| 2014年（平成26年） | 90,778            | 10,454   | [ 東京都統計 27 ] |
| 2015年（平成27年） | 99,910            | 12,333   | [ 東京都統計 28 ] |
| 2016年（平成28年） | 103,666           | 11,521   | [ 東京都統計 29 ] |

備註
1. ↑  1988年6月8日開業。開業日至1989年3月31日為止共計297日間的統計資料。
2. ↑  2006年3月27日開業。

## 車站周邊
站前的豐洲站前交差點是都道日比谷豐洲埠頭東雲町線、都道環狀三號線、都道豐洲有明線3路線交會的路首。
豐洲前身是東京灣6號埋立地，2010年起，此地正利用IHI東京造船所舊址等用地進行大規模再開發。依據東京都擬定的社區營造方針，未來將成為就業人口約33,000人、居住人口22,000人的區域。
過去本站周邊有東京都港灣局專用線，並在本站前後與有樂町線交會，之後在1980年代陸續廢除。現在車站西北方晴海運河的晴海橋梁與東北方豐洲運河的豐洲橋梁還可見到鐵道橋墩。
- Urban Dock LaLaport豐洲（日语：アーバンドック ららぽーと豊洲）
  - Kidzania東京（日语：キッザニア東京）
  - UNITED CINEMAS（日语：ユナイテッド・シネマ）豊洲
- Park City豐洲（日语：パークシティ豊洲）
- 豐洲IHI大廈
- 豐洲Front
  - 江東豐洲郵便局
  - 丸羽日朗（日语：マルハニチロ）本社
  - SCSK（日语：SCSK）豊洲本社
- 日本Unisys（日语：日本ユニシス）本社
- 芝浦工業大學豐洲校區
- 山口銀行豊洲支店
- 豐洲中心大廈
  - NTT DATA（日语：NTTデータ）本社
- 豐洲公園（日语：豊洲公園）
- 昭和大學江東豐洲醫院（日语：昭和大学江東豊洲病院）
- 江東區立深川第五中學校（日语：江東区立深川第五中学校）
- 瓦斯科學館（日语：ガスの科学館）
- 豐洲CIEL TOWER
  - 江東區役所（日语：江東区役所）豐洲出張所
  - 江東區豐洲區民館
- 江東區豐洲文化中心
  - 江東區立豐洲圖書館（日语：江東区立図書館）
- 深川消防署（日语：深川消防署）豐洲出張所
- SUPER VIVA HOME（日语：LIXILビバ）豐洲店
- 7-Eleven豐洲店 - 1974年5月15日開幕，為7-Eleven日本第1號店。

## 可供轉乘的巴士路線
站前巴士圓環與站前交差點有「豐洲站前」巴士暫，可搭乘都營巴士與東京空港交通的路線巴士。

### 巴士總站
2015年4月1日啟用新的巴士總站。
- 利木津巴士乘車處
  - 機場接駁巴士：往羽田機場（東京空港交通）
  - 機場接駁巴士：往成田機場（東京空港交通）
- 都營巴士乘車處
  - 急行05系統由臨海支所（日语：都営バス臨海支所）管轄，海01系統由深川營業所（日语：都営バス深川営業所）與品川營業所共管，其他皆由深川營業所單獨管理。
- 1號乘車處
  - 東15：經IHI前、晴海三丁目、勝鬨站、聖路加醫院往東京站八重洲口
- 2號乘車處
  - 東16：經IHI前、新月島公園、月島站、住友雙子大樓往東京站八重洲口
  - 東16：經IHI前、晴海Triston Square（日语：晴海アイランドトリトンスクエア）中央、月島站、住友雙子大樓往東京站八重洲口
  - 深夜14：經IHI前、新月島公園、月島站、住友雙子大樓往東京站八重洲口　※僅平日深夜
- 3號乘車處
  - 錦13甲：經IHI前、晴海三丁目、Hot Plaza晴海（ほっとプラザはるみ）前往晴海埠頭
- 4號乘車處
  - 門19甲：經豐洲一丁目、越中島往門前仲町
  - 急行06（江東區深川SHUTTLE）：經門前仲町、清澄庭園往森下站前
- 5號乘車處
  - 業10：經晴海Triston Square中央、築地三丁目、銀座四丁目往新橋

### 站前交差點
- 6號乘車處（東京地下鐵6a出口附近、豐洲CIEL TOWER前）
  - 都05-1出入：經晴海三丁目、銀座四丁目、有樂町站往東京站丸之內南口
  - 都05-1出入：經晴海三丁目経由 晴海埠頭
  - 豐洲01：豐洲地區循環（IHI前、豐洲一丁目方面）
- 7號乘車處（東京地下鐵3號出口附近、豐洲中心大廈前）
  - 錦13甲：經東陽三丁目、石島、住吉一丁目往錦糸町站
  - 錦13折返：經枝川二丁目、鹽濱二丁目往東陽町站
- 8號乘車處（東京地下鐵3號出口附近、豐洲中心大廈前）
  - 海01：經鹽濱一丁目、越中島往門前仲町
  - 門19乙：經鹽濱一丁目、越中島往門前仲町（僅早晨、深夜）
- 9號乘車處（東京地下鐵3號出口附近、豐洲中心大廈前）
  - 業10：經木場站、東京都現代美術館前、菊川站、本所吾妻橋站往東京晴空塔站
- 10號乘車處（東京地下鐵5號出口附近、東京灣信金前）
  - 門19甲：經辰巳站、東雲站、國際展示場站往東京Big Sight
  - 門19乙：經辰巳站、東雲站往深川車庫
  - 豐洲01：豐洲地區循環（Canal Court方向）
  - 錦13折返：昭和大學江東豐洲醫院（日语：昭和大学江東豊洲病院）前
- 11號乘車處（東京地下鐵5號出口附近、東京灣信金前）
  - 海01：經有明網球之森、御台場海濱公園站、富士電視台、台場站、日本科學未來館前往東京電訊站
  - 東15：經東雲都橋往深川車庫
  - 東16：經有明網球之森、有明一丁目往東京Big Sight
  - 深夜14：經東雲都橋往深川車庫　※僅平日深夜
  - 東16出入：往深川車庫（不經由東雲都橋）
  - 業10出入：往深川車庫（東京晴空塔站始發、不經由東雲都橋）
  - 都05-1出入：經東雲都橋往深川車庫
  - 業10出入：經東雲都橋往深川車庫（新橋始發）
  - 錦13出入：經東雲都橋往深川車庫
- 12號乘車處（東京地下鐵6b號出口附近、豐洲CIEL TOWER前）
  - 急行06（江東區深川SHUTTLE）：經東京Big Sight東棟、調色板城往日本科學未來館　※僅周六日
- 13號乘車處（昭和大學江東豐洲醫院前）
  - 錦13折返：往東陽町站

### 豐洲（LaLaport豐洲）
- SKY HOP BUS乘車處
  - SKY HOP BUS（台場線）（日之丸自動車興業（日语：日の丸自動車興業））

## 水上巴士
皆在LaLaport豐洲的豐洲碼頭搭乘。
- 東京都觀光汽船（日语：東京都観光汽船）淺草、台場直通線（淺草吾妻橋 - 御台場海濱公園 - 豐洲 - 淺草吾妻橋）
- URBAN LAUNCH（日语：アーバンランチ）（Urban Dock LaLaport豐洲 - 御台場海濱公園 - 芝浦島（日语：芝浦アイランド））

## 相鄰車站
東京地下鐵
 有樂町線
月島（Y 21）－豐洲（Y 22）－辰巳（Y 23）
百合鷗
 東京臨海新交通臨海線（百合鷗）
新豐洲（U 15）－豐洲（U 16）

### 來源
私鐵、地下鐵1日平均使用人數
1. ↑  各駅の乗降人員ランキング （页面存档备份，存于） - 東京メトロ

私鐵、地下鐵統計資料
1. ↑  各種報告書 （页面存档备份，存于） - 関東交通広告協議会
2. 1 2  江東区データブック （页面存档备份，存于） - 江東区

東京都統計年鑑
1. ↑  .   [2017-05-03]. （原始内容存档于2016-03-05）.
2. ↑  .   [2017-05-03]. （原始内容存档于2016-03-05）.
3. ↑  .   [2017-05-03]. （原始内容存档于2016-03-05）.
4. ↑  .   [2017-05-03]. （原始内容存档于2016-03-05）.
5. ↑  .   [2017-05-03]. （原始内容存档于2013-08-15）.
6. ↑  .   [2017-05-03]. （原始内容存档于2013-02-03）.
7. ↑  .   [2017-05-03]. （原始内容存档于2013-02-03）.
8. ↑  .   [2017-05-03]. （原始内容存档于2013-02-03）.
9. ↑  .   [2017-05-03]. （原始内容存档于2013-02-03）.
10. ↑  .   [2017-05-03]. （原始内容存档于2016-03-04）.
11. ↑  平成10年PDF
12. ↑  平成11年PDF
13. ↑  .   [2017-05-03]. （原始内容存档于2016-03-04）.
14. ↑  .   [2017-05-03]. （原始内容存档于2016-03-04）.
15. ↑  .   [2017-05-03]. （原始内容存档于2017-07-29）.
16. ↑  .   [2017-05-03]. （原始内容存档于2017-07-29）.
17. ↑  .   [2017-05-03]. （原始内容存档于2017-07-29）.
18. ↑  .   [2017-05-03]. （原始内容存档于2017-07-29）.
19. ↑  .   [2017-05-03]. （原始内容存档于2017-07-29）.
20. ↑  .   [2017-05-03]. （原始内容存档于2017-07-29）.
21. ↑  .   [2017-05-03]. （原始内容存档于2017-07-29）.
22. ↑  .   [2017-05-03]. （原始内容存档于2016-03-26）.
23. ↑  .   [2017-05-03]. （原始内容存档于2016-03-27）.
24. ↑  .   [2017-05-03]. （原始内容存档于2016-03-25）.
25. ↑  .   [2017-05-03]. （原始内容存档于2016-03-27）.
26. ↑  .   [2017-05-03]. （原始内容存档于2016-03-22）.
27. ↑  .   [2017-05-03]. （原始内容存档于2017-07-30）.
28. ↑  .   [2017-05-03]. （原始内容存档于2018-11-09）.
29. ↑  .   [2019-01-11]. （原始内容存档于2019-05-02）.

## 外部連結
- 豐洲/Y22 | 路線・車站資訊 | 東京地下鐵
- 豐洲站（页面存档备份，存于） - 百合鷗